# Bečej
Bečej (cyr. Бечеј, do 1947 Stari Bečej, węg. Óbecse, niem. Altbetsche) – miasto w Serbii, w Wojwodinie, w okręgu południowobackim, siedziba gminy Bečej. Leży nad Cisą w regionie Baczka. W 2011 roku liczyło 23 895 mieszkańców.
Znane od XIII wieku (1238). W mieście funkcjonuje przemysł spożywczy (przetwórstwo owoców i warzyw, browary, młyny), zapora i elektrownia wodna i uzdrowisko z ciepłymi źródłami mineralnymi. W okolicy wydobywa się ropę naftową.

## Współpraca
- Miercurea-Ciuc, Rumunia
- Szekszárd, Węgry
- Csongrád, Węgry